# Ashu Trikha
Ashu Trikha est un réalisateur, scénariste et assistant réalisateur indien de Bollywood.

## Filmographie sélective
- Alag (2006)
- Sheesha (2005) (Ashu Y. Trikha)
- Deewaanapan (2001)